# Malý velký muž
Malý velký muž (v originále The Little big man) je americký film z roku 1970 natočený na motivy stejnojmenné knihy Thomase Bergera. Režisérem byl Arthur Penn (natočil též filmy Bonnie a Clyde, The Missouri Breaks). Ve filmu hrají Dustin Hoffman, Faye Dunawayová, Chief Dan George, Martin Balsam, Richard Mulligan, Jeff Corey, Aimée Eccles, Kelly Jean Peters, Carole Androsky a další.

## Příběh
Snímek je rámován vyprávěním přestárlého Jacka Crabba, který vypráví svůj životní příběh o tom, jak prošel bouřlivými dějinami Divokého západu, byl u několika klíčových historických událostí včetně bitvy u Little Big Hornu, kde padl slavný generál George Armstrong Custer, a setkal se s významnými postavami (Divoký Bill Hickok, Buffalo Bill atd.). Stanul uprostřed války bílých přistěhovalců a Indiánů, kdy neustále přebíhal z jedné strany na druhou, chvíli byl Indiánem, chvíli bělochem.

## Demýtizace westernu
Film Malý velký muž se řadí do žánru westernu, subžánru antiwesternu, který začal bujet se snímky Sergieho Leoneho (spaghetti-western) a s americkou novou vlnou. Antiwestern je výsledek tzv. demýtizace westernu, která si kladla za cíl, plně v duchu doby, uvést idealizovaný svět Divokého západu na správnou míru. Už bylo dost Johna Waynea a jeho super-kladných hrdinů a záporáků, kteří vždy hráli podle předem daných pravidel. Bylo na čase ukázat Divoký západ takový, jaký byl: drsný a bez pravidel.
Na konci šedesátých let se v americkém filmu začínají objevovat prvky naturalismu, nestandardní osnova vyprávění a tzv. antihrdinové (tzn. v hlavní roli jsou postavy, s nimiž divák sympatizuje, ovšem z morálního hlediska jsou odsouzeníhodné, např. lupiči, trestanci ap.). To vše se dostává i do westernu.
Malý velký muž je jakýmsi manifestem antiwesternu. Vše, co bylo v klasickém westernu nutností, se zde porušuje. Indiáni už nevystupují jako zosobněné zlo, naopak, mnozí jsou velmi přátelští (nápadná podobnost v oblékání a chování s generací hippies), střílí se do zad, vojáci kavalerie bez milosti střílejí ženy i děti a velký hrdina generál Custer je zde prezentován jako arogantní egocentrický šílenec.
Režisér Arthur Penn zde kombinuje humor s maximálně dramatickými prvky, což je pro jeho tvorbu typické. Divák se zasměje prvnímu setkání Jacka s Divokým Billem Hickcokem, abych o několik desítek minut později trnul hrůzou z děsivé scény přepadení zimního indiánského útočiště kavalérií generála Custera, při němž Jack přijde o ženu a děti. Vypráví silný příběh, od něhož nelze odtrhnout oči. Používá životopisný styl, který v roce 1995 využil i Robert Zemeckis pro Forresta Gumpa, jenž je Malému velkému muži velmi podobný.